# Berta Quintremán
Berta Quintremán Calpán (Alto Biobío, Región del Bío-Bío, 20 de julio de 1937) es una activista pehuenche de la comunidad de Ralco Lepoy en la comuna de Alto Biobío, Chile.
Quintremán comenzó a ganar respaldo y notoriedad nacional e internacional en la década de los 1990 junto a su hermana, Nicolasa Quintremán, en las movilizaciones pehuenche contra la construcción de la Central hidroeléctrica Ralco en la comuna de Alto Biobío. Sus esfuerzos le han valido ser figura principal de dos documentales que abordan la lucha de los pehuenche de Ralco contra la inundación de sus tierras ancestrales.

## Biografía
Hija de Segundo Quintremán, Berta nació el 20 de julio de 1937 en Alto Biobío, en la Región del Bío-Bío, Chile. Ha vivido la mayor parte de su vida en la localidad de Ralco Lepoy.
En los años noventa, junto a la organización Mapu Zomoche Newen (en español, Mujeres con la fuerza de la tierra), realizaron diversas gestiones para impedir la construcción de la Central hidroeléctrica Ralco, asistiendo a reuniones con autoridades regionales y nacionales apelando al reconocimiento de su cultura. De este modo, en 1997 las hermanas Quintremán entregaron una carta al entonces presidente Eduardo Frei Ruiz-Tagle con el fin de enseñar cuán disconforme se encontraba la comunidad mapuche con el proyecto de desarrollo eléctrico.

## Vida personal
Berta ha sido sujeto de dos documentales a la fecha. Berta y Nicolasa, las hermanas Quintremán (2002), dirigido por Alejandra Toro, explora las vidas de ambas mujeres, detallando aspectos de sus creencias, costumbres, familias y su participación con el colectivo Mapu Zomoche Newen. El velo de Berta (2004) se enfoca particularmente en sí misma y el rol que tomó frente a las fallidas negociaciones y protestas contra la empresa multinacional Endesa.
El año 2000 junto a su hermana Nicolasa, recibe en Alemania el premio Petra Kelly por el compromiso que presentó en su lucha no violenta en contra a la construcción de mega represas. 

#### Muerte de Nicolasa Quintremán
El 24 de diciembre de 2013, el cuerpo sin vida de Nicolasa Quintremán fue encontrado flotando en las aguas del lago artificial creado por la edificación de la represa Ralco. La mujer había salido de su casa durante la tarde del día anterior, tras lo cual se le perdió el rastro. Tras su funeral, tres días más tarde, Berta habló con la prensa. "Con sentimientos quedé, quedé sin brazo. Que me pongan otro brazo ellos, que son capacitados, los empresarios", comentó a los medios lamentando la pérdida de su hermana.